# Palang (plaats)
Palang is een bestuurslaag in het regentschap Tuban van de provincie Oost-Java, Indonesië. Palang telt 3735 inwoners (volkstelling 2010).